# Georges Irat
Georges Irat fue un fabricante de automóviles francés que existió entre 1921 y 1953.

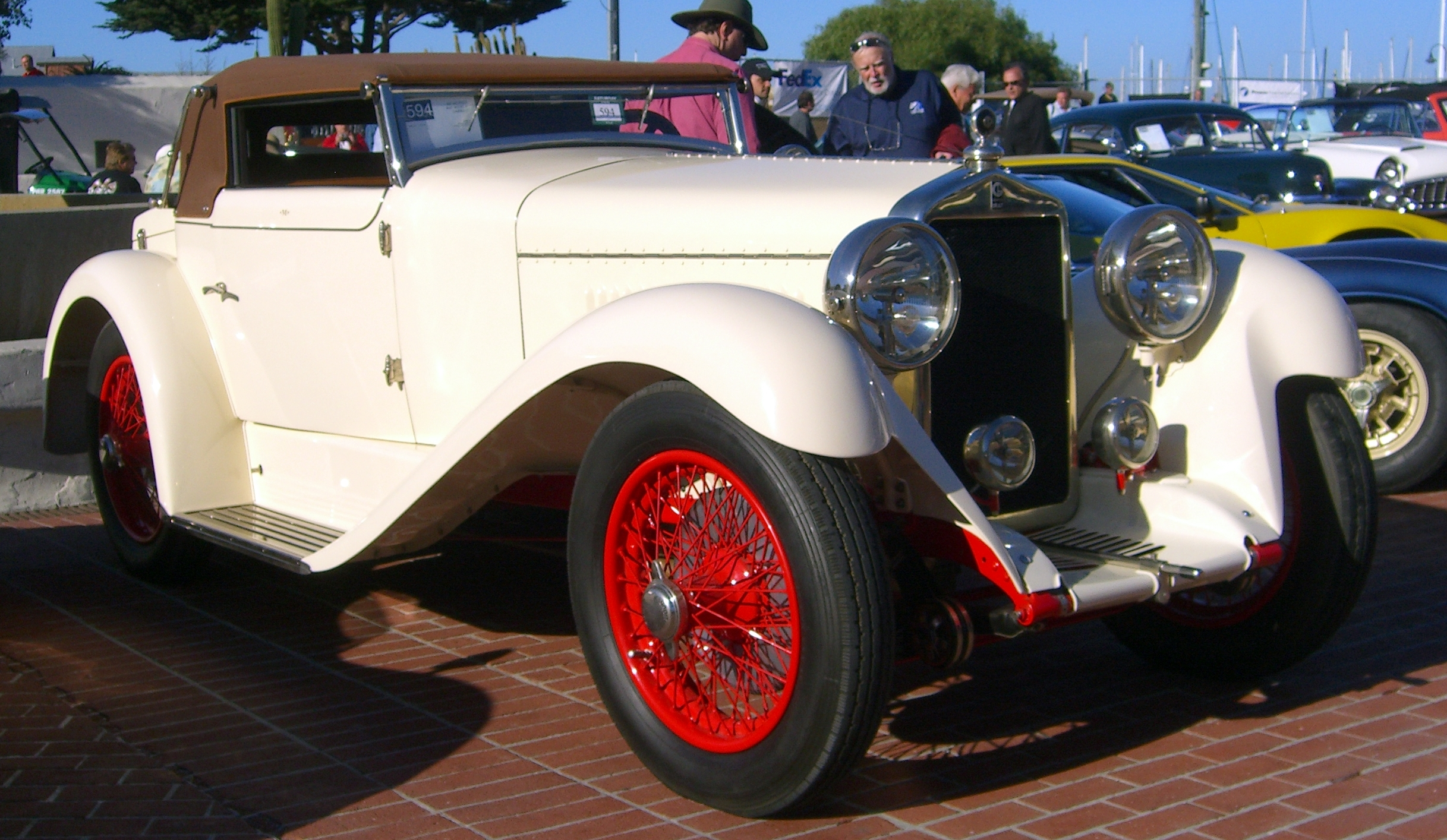
1927 Georges Irat Modelo A con carrocería de Pourtout.

## Período de entreguerras

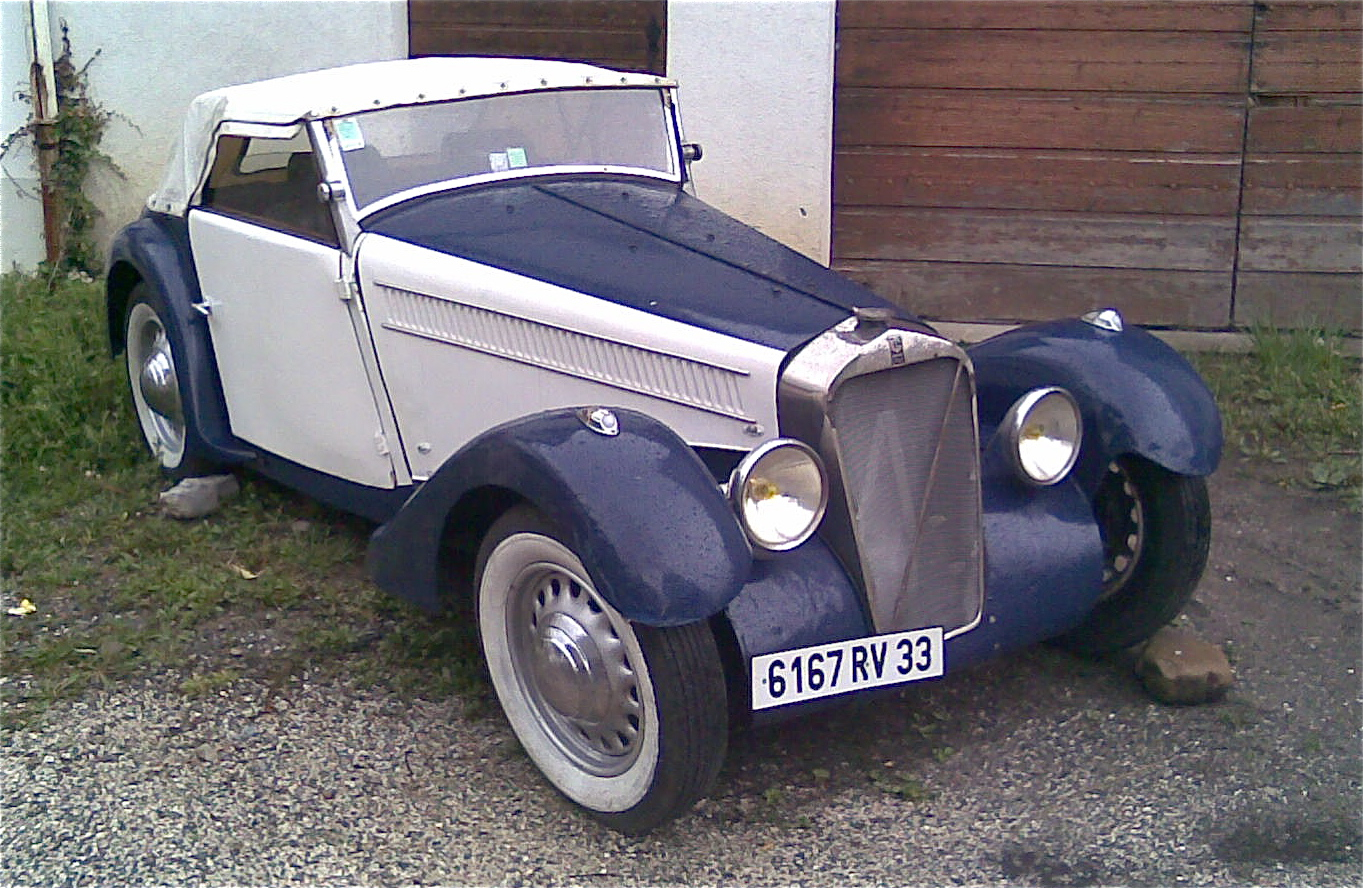
Georges Irat MDU

El primer producto de la compañía era un ohv de 1990cc y cuatro cilindros diseñado por Maurice Gaultier, quien había trabajado con Delage. A este modelo se unió en 1926 un seis cilindros de 2985cc. La empresa pasó a producir modelos con motor Lycoming en 1929, tanto de seis como de ocho; este fue también el año en que se mudaron de Chatou a Neuilly. Un automóvil pequeño con motor de cuatro cilindros y 1086cc y diseñado por el hijo de George, Michel, se agregó a la gama en 1929, pero las ventas de este y los automóviles grandes fueron bajas, lo que provocó una crisis financiera.
El fabricante fue absorbido parcialmente por Godefroy et Levecque, fabricantes del motor Ruby, en 1934, trasladándose en consecuencia a las instalaciones de esa empresa en Levallois. Aquí fabricaron dos roadster deportivos de tracción delantera, uno con un motor Ruby de 1100cc y el otro con un motor Lycoming de seis cilindros y 2450cc. El automóvil más pequeño se vendió bien, pero hubo pocos compradores para el mayor. En 1938, se anunció un nuevo automóvil deportivo con un motor de 1911cc producido por Citroën con suspensión independiente que usa resortes de goma en todas las ruedas, pero estalló la guerra después de que se fabricaran alrededor de 200.

## Durante la Segunda Guerra Mundial
Después del estallido de la Segunda Guerra Mundial, Georges Irat fue uno de los primeros fabricantes de automóviles en centrarse en los coches eléctricos, ya que había cantidades cada vez menores de combustible para motores a base de petróleo disponible para uso civil, especialmente después de la invasión alemana en mayo/junio de 1940. El nuevo automóvil eléctrico se diseñó durante el verano de 1940 y se desarrolló rápidamente para estar listo para su lanzamiento público en la Feria de Lyon durante el otoño de 1941. El pequeño automóvil fue diseñado para ser lo más liviano posible y el motor eléctrico tenía una serie de características ingeniosas. El vehículo tenía una velocidad máxima de 30 a 35 km/h (aproximadamente 20 mph) y la batería de plomo proporcionaba un rango de 90 a 100 kilómetros (casi 60 millas) entre cargas. Se produjeron tanto un pequeño descapotable de 2 plazas como una minivan de 2 plazas, aunque la mayor parte de la parte trasera del automóvil y, de hecho, de la camioneta, estaba ocupada permanentemente por el motor eléctrico y las baterías. Los primeros autos fueron producidos para uso de los empleados de Georges Irat, pero se fabricaron pequeños lotes para la venta a través de un acuerdo exclusivo con un concesionario de automóviles en la Rue de Passy, en el lado occidental del centro de París. Después de finales de 1942, ya no fueron posibles niveles significativos de autoproducción debido a la falta de disponibilidad de materiales y mano de obra para la producción civil. La producción de coches eléctricos no se reinició cuando volvió la paz en 1945.

## Después de la Segunda Guerra Mundial

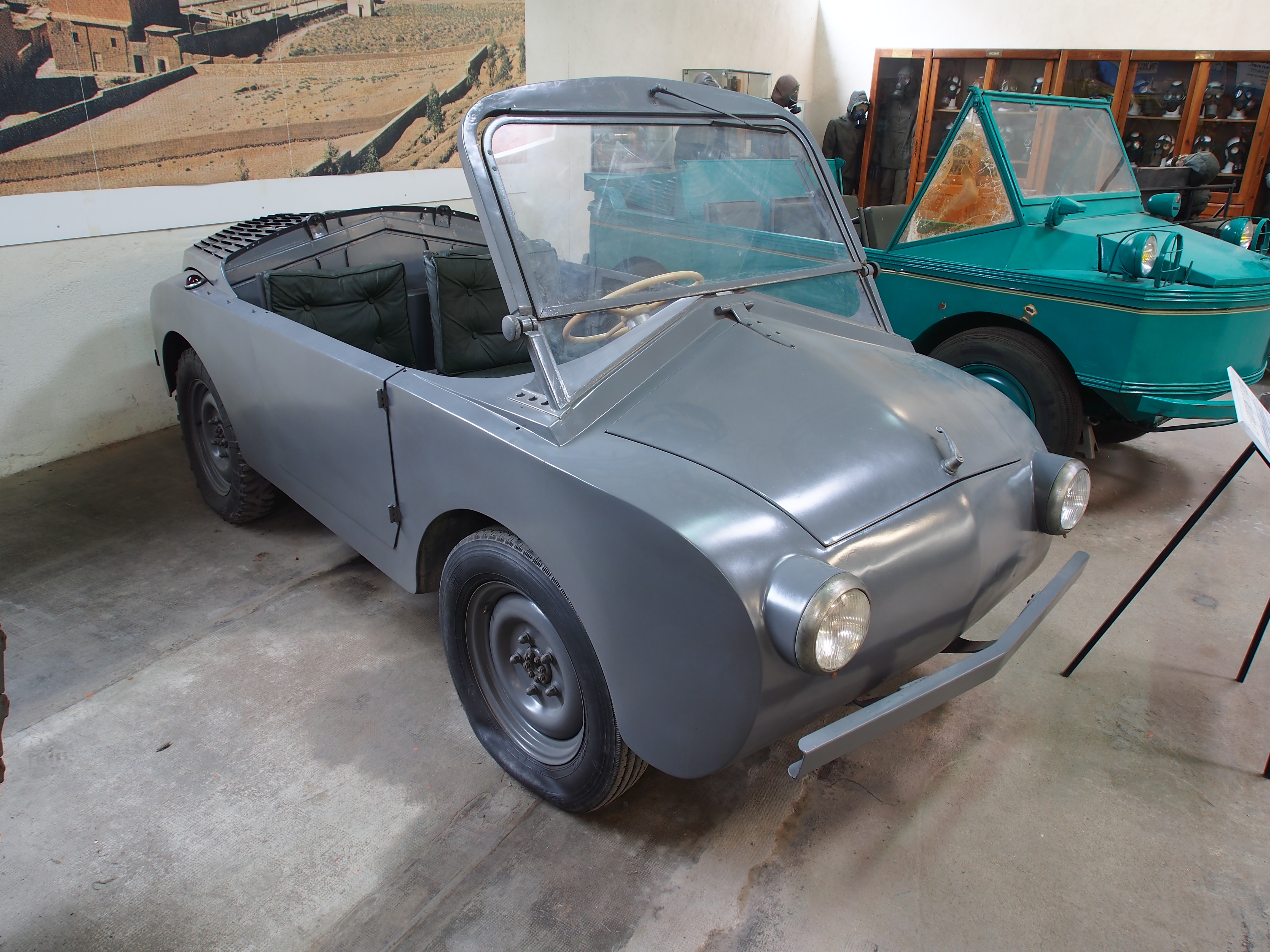
Voiture du Bled (VDB)

En el Salón de París de octubre de 1946 se mostró un prototipo con un motor plano de cuatro cilindros de 1100cc que impulsaba las ruedas delanteras. Reapareció en el Salón del Automóvil de 1947 con un aspecto muy similar, pero los paneles frontales se modificaron ligeramente y los faros se cubrieron con una capa adicional de vidrio para presentar un perfil más suave. Debajo del capó, el motor ahora había sido reemplazado por una unidad de 4 cilindros en línea de 1996cc con un árbol de levas doble en cabeza y que ahora impulsaba las ruedas traseras a través de una transmisión más convencional. En ese momento, la industria automotriz francesa estaba sujeta a una amplia intervención del gobierno y, en este contexto dirigista, Georges Irat pensó que el automóvil con motor más grande podría ser clasificado por el gobierno, que controlaba los suministros de materiales necesarios para la producción de automóviles, como un "coche excepcional reservado en primera instancia para la exportación". Sin embargo, el coche nunca entró en producción a pesar de que reapareció en la feria de 1949.
En 1950, Georges Irat anunció la VdB o "Voiture du Bled" realizada por una nueva empresa, Société Chérifienne George Irat en Casablanca, Marruecos. Este era un vehículo de tres asientos tipo jeep propulsado por un motor Panhard montado en la parte trasera. Solo se fabricaron unos pocos hasta 1953. El motor era originalmente de 610cc y 28 PS (21 kW), lo que significaba una velocidad máxima de 80 km/h (50 mph). Podía subir una pendiente del 40 % y vadear un arroyo de 60 cm (24 pulgadas) de profundidad. Posteriormente, el vehículo recibió una carrocería actualizada y el automóvil que se exhibió en el Salón de París de 1953 tenía una versión de 745cc del motor Panhard, que producía 33 PS (24 kW). Con 80 L (21 US gal) y 40 L en reserva, el alcance efectivo del VdB fue de 1500 km (930 mi). Solo tenía tracción trasera, pero tenía un diferencial de bloqueo y una caja de transferencia de marcha baja para su caja de cambios de tres velocidades.